# 掃海駆逐艦
掃海駆逐艦（そうかいくちくかん、Destroyer Minesweeper）は、アメリカ海軍が、第二次世界大戦中に整備した艦種。船体分類記号はDMS。駆逐艦を改装し、高速航洋型掃海艦として運用された。

## 概要
第1グループの掃海駆逐艦として、第一次世界大戦期に整備されたクレムソン級駆逐艦とウィックス級駆逐艦の一部、18隻が掃海駆逐艦に改装されている。改装は1940年から始まり、魚雷発射管などを降ろし、掃海具を装備した。第2グループとして、グリーブス級駆逐艦のうち24隻が、1944年から1945年に改装された。
上陸作戦の支援に投入された掃海駆逐艦は、任務上、他艦の対空防御支援を受けづらいため、日本軍の航空攻撃により4隻が撃沈されている。